# Cantonul Lavaur
Cantonul Lavaur este un canton din arondismentul Castres, departamentul Tarn, regiunea Midi-Pyrénées, Franța.

## Comune
- Ambres
- Bannières
- Belcastel
- Garrigues
- Giroussens
- Labastide-Saint-Georges
- Lacougotte-Cadoul
- Lavaur (reședință)
- Lugan
- Marzens
- Montcabrier
- Saint-Agnan
- Saint-Jean-de-Rives
- Saint-Lieux-lès-Lavaur
- Saint-Sulpice-la-Pointe
- Teulat
- Veilhes
- Villeneuve-lès-Lavaur
- Viviers-lès-Lavaur